# Dilar turcicus
Dilar turcicus is een insect uit de familie van de Dilaridae, die tot de orde netvleugeligen (Neuroptera) behoort. 
Dilar turcicus is voor het eerst wetenschappelijk beschreven door Hagen in 1858.